# Predstavnik italijanske narodne skupnosti
Predstavnik italijanske narodne skupnosti je poslanec, ki v Državnem zboru Republike Slovenije zastopa interese italijanske narodne skupnosti v Sloveniji.
Pravica italijanske narodne skupnosti do izbire svojega predstavnika v Državnem zboru je zapisana v 80. členu slovenske Ustave. Registrirani člani skupnosti izvolijo predstavnika na državnozborskih volitvah po večinskem sistemu, za razliko od običajnih poslancev, ki so voljeni po sistemu sorazmernega predstavništva ob štiriodstotnem volilnem pragu.

## Seznam predstavnikov
- Skupščina RS (1990–1992): Roberto Battelli
- 1. državni zbor Republike Slovenije (1992–1996): Roberto Battelli
- 2. državni zbor Republike Slovenije (1996–2000): Roberto Battelli
- 3. državni zbor Republike Slovenije (2000–2004): Roberto Battelli
- 4. državni zbor Republike Slovenije (2004–2008): Roberto Battelli
- 5. državni zbor Republike Slovenije (2008–2012): Roberto Battelli
- 6. državni zbor Republike Slovenije (2012–2014): Roberto Battelli
- 7. državni zbor Republike Slovenije (2014–2018): Roberto Battelli
- 8. državni zbor Republike Slovenije (od 2018): Felice Žiža